# (523698) 2014 GD54
(523698) 2014 GD54 est un objet transneptunien faisant partie des objets épars, ayant un diamètre estimé à environ 200 km.